# Votice
Votice é uma cidade checa localizada na região da Boêmia Central, distrito de Benešov.
Durante a mobilização em 1938, o Voto foi comandado pela 1ª Air. Corpo do Exército checoslovaco sob o comando dos legionários russos e do correspondente da Primeira Guerra Mundial de Masaryk Jan Šípek (em 1918, o maior exército de legionários na Rússia).